# Care Santos
Care Santos, właśc. Macarena Santos Torres (ur. 8 kwietnia 1970 w Mataró) – hiszpańska pisarka, autorka książek dla dzieci i młodzieży oraz krytyczka literacka tworząca w językach hiszpańskim i katalońskim.

## Życiorys
Urodziła się 8 kwietnia 1970 roku w Mataró. Zaczęła pisać w dzieciństwie, wygrała pierwszy konkurs literacki w wieku czternastu lat. Studiowała prawo, a następnie filologię hiszpańską na Uniwersytecie Barcelońskim.
Zadebiutowała w 1995 roku zbiorem opowiadań pt. Cuentos cítricos. Publikowała m.in. na łamach dzienników „El Observador”, „Diari de Barcelona”, „La Jornada”, a także dodatków kulturalnych do periodyków „ABC” i „La Razón”. Pracowała również jako krytyk literacki w redakcji „El Mundo”.
W jej dorobku znajdują się książki dla dzieci i młodzieży oraz opowiadania i powieści dla dorosłych. Należy do najpopularniejszych autorów utworów dla dzieci w Hiszpanii, jej twórczość dla młodszych czytelników została wyróżniona Premio Cervantes Chico. W 2017 roku jej powieść dla dorosłych W połowie życia, dotycząca ciężaru winy i wagi przebaczenia, została wyróżniona nagrodą Premio Nadal. Santos jest także laureatką m.in. Premio Ramon Llull za powieść Czekoladowe pragnienie. Jej domeną są poruszające sagi rodzinne, które opisuje z punktu widzenia kobiet. Jej utwory przetłumaczono na ponad dwadzieścia języków.
Jej powieść Zamknięte pokoje doczekała się w 2015 roku adaptacji telewizyjnej.

## Dzieła wydane po polsku
- Zamknięte pokoje. Karolina Jaszecka (tłum.). Wydawnictwo Sonia Draga, 2015. ISBN 978-83-7999-189-1. Brak numerów stron w książce
- Czekoladowe pragnienie. Karolina Jaszecka (tłum.). Wydawnictwo Sonia Draga, 2016. ISBN 978-83-7999-618-6. Brak numerów stron w książce
- Sprzedam mamę. Karolina Jaszecka (tłum.). Wydawnictwo Tatarak, 2016. ISBN 978-83-63522-53-7. Brak numerów stron w książce
- Kłamstwo. Karolina Jaszecka (tłum.). Akapit Press, 2018. ISBN 978-83-65345-61-5. Brak numerów stron w książce
- z Francesc Mirallesem: Najlepsze miejsce na świecie jest właśnie tutaj. Grzegorz Ostrowski (tłum.). Wydawnictwo Muza, 2018. ISBN 978-83-287-1080-1. Brak numerów stron w książce
- Prawda. Karolina Jaszecka (tłum.). Akapit Press, 2019. ISBN 978-83-66106-29-1. Brak numerów stron w książce
- W połowie życia. Karolina Jaszecka (tłum.). Wydawnictwo Sonia Draga, 2019. ISBN 978-83-8110-682-5. Brak numerów stron w książce